# (393) Lampetia
(393) Lampetia ist ein Asteroid des mittleren Hauptgürtels, der am 4. November 1894 vom deutschen Astronomen Max Wolf an seiner Privatsternwarte in Heidelberg bei einer Helligkeit von 11 mag entdeckt wurde.
In der griechischen Mythologie gibt es zwei Figuren mit diesem Namen: (1) Lampetia war eine Tochter von Helios und Neaira und die Schwester von Phaetusa, mit der sie das heilige Vieh ihres Vaters auf der Insel Thrinakia bewachte, wo Odysseus und seine Männer ankamen. Obwohl Odysseus sie gewarnt hatte, die Finger vom heiligen Vieh Helios’ zu lassen, führten die Männer einige der Tiere fort und töteten sie. Lampetia informierte ihren Vater über diesen Frevel, der von Zeus verlangte, die Übeltäter zu bestrafen. Als die Männer von Thrinakia wegsegelten, zog ein schrecklicher Sturm auf und alle Griechen kamen um – mit Ausnahme von Odysseus, der sich an einem Stück eines abgebrochenen Mastes festhielt und sich so vor dem Schiffbruch rettete. (2) Lampetia ist der Name einer der Heliaden, die zusammen mit ihren Schwestern nach dem Tod ihres Bruders Phaethon in eine Pappel verwandelt wurde. Die Benennung erfolgte durch den Berliner Astronomen Adolf Berberich (1861–1920).

## Wissenschaftliche Auswertung
Mit Daten radiometrischer Beobachtungen im Infraroten am Kitt-Peak-Nationalobservatorium in Arizona im Februar und März 1976 wurden für (393) Lampetia erstmals Werte für den Durchmesser und die Albedo von 138 bzw. 126 km und 0,04 bzw. 0,05 bestimmt. Radarastronomische Untersuchungen am Arecibo-Observatorium vom 16. bis 20. Juli 1986 bei 2,38 GHz ergaben für den Asteroiden einen effektiven Durchmesser von 97 ± 31 km. Aus Ergebnissen der IRAS Minor Planet Survey (IMPS) wurden 1992 Angaben zu Durchmesser und Albedo für zahlreiche Asteroiden abgeleitet, darunter auch (393) Lampetia, für die damals Werte von 96,9 km bzw. 0,08 erhalten wurden. Neue radarastronomische Untersuchungen am Arecibo-Observatorium vom 26. August 2000 bei 2,38 GHz wurden nun zu einem effektiven Durchmesser von 125 ± 20 km ausgewertet. Nach der Reaktivierung von NEOWISE im Jahr 2013 und Registrierung neuer Daten wurden die Werte 2016 angegeben mit 116,2 km bzw. 0,04.
Eine spektroskopische Untersuchung von 820 Asteroiden zwischen November 1996 und September 2001 am La-Silla-Observatorium in Chile ergab für (393) Lampetia eine taxonomische Klassifizierung als Caa- bzw. Ch-Typ.
Photometrische Messungen des Asteroiden fanden erstmals statt vom 10. bis 15. Oktober 1977 am Kitt-Peak-Nationalobservatorium und am Osservatorio Astronomico di Torino in Italien. Die Auswertung der aufgezeichneten Lichtkurve ließ für die Rotationsperiode Werte von 38,7 h oder die Hälfte davon zu, wovon der längere Wert bevorzugt wurde. Dies galt damals als eine äußerst langsame Rotation, denn bis zu diesem Zeitpunkt waren mit (654) Zelinda und (164) Eva nur zwei Asteroiden mit Rotationsperioden von mehr als einem Erdtag bekannt gewesen. Weitere Beobachtungen vom 29. Januar bis 1. Februar 1998 an der Außenstelle „Carlos U. Cesco“ des Felix-Aguilar-Observatoriums (OAFA) in Argentinien konnten nicht weiter ausgewertet werden.
Dagegen halfen neue Messungen vom 21. bis 30. September 2000 durch einen Amateurastronomen in Texas, das frühere Ergebnis zu einer abgeleiteten Rotationsperiode von 38,47 h zu verbessern, während Beobachtungen vom 27. Januar bis 7. Februar 2017 am Oakley Southern Sky Observatory des Rose-Hulman Institute of Technology in Australien wieder nicht weiter ausgewertet werden konnten.
Durch eine koordinierte Zusammenarbeit von drei Observatorien, dem Organ Mesa Observatory in New Mexico, dem Astronomischen Observatorium der Adam-Mickiewicz-Universität Posen in Polen und dem Blue Mountain Observatory in New South Wales, Australien, konnten photometrische Messungen während 19 Nächten vom 1. Februar bis 13. März 2017 zu einer Rotationsperiode von 38,455 h ausgewertet werden.